# Maria Carmen Ponsa Monge
Maria Carmen Ponsa Monge (Malgrat de Mar, Maresme, 21 de juliol de 1970), és una política catalana, regidora de l'Ajuntament de Malgrat de Mar per 'Junts per Malgrat' (JxM), i alcaldessa des del 2017 al 2019.
Carmen Ponsa, llicenciada el 2010 en Ciències del Treball per la UOC, i amb un Postgrau en Gestió i Administració Local per la Universitat de Barcelona, fou l'alcaldessa de Malgrat de Mar des del febrer de 2017 fins al juny del 2019, després d'haver encapçalat i guanyat una moció de censura a l'anterior alcalde, el socialista Joan Mercader, que ocupava el càrrec des del juny del 2015. Joan Mercader Carbó recuperà l'alcaldia el juny del 2019.